# Charles Doussault
Charles Doussault, né le 9 mai 1806 à Fougères et mort le 3 mai 1880 à Paris, est un peintre et architecte français.

## Biographie
Charles Joseph Doussault est le fils de René Pierre Doussault, négociant, et de Marie Anne Badier, il a un frère prénommé Raoul.
Élève d'Ingres, d'Eugène et Achille Devéria, il expose au Salon à partir de 1834.
En 1835, il passe l'hiver à Toulouse, et ouvre le temps du séjour, un atelier d'étude, puis s'installe à Rennes.
Aquarelliste, il réalise également des dessins pour diverses revues,.
L'état acquiert sa toile exposée au salon de 1842 Rosa mystica.
La même année, il part en Orient étudier l'art byzantin. Il séjourne principalement à Damas et Jérusalem. Plusieurs des lettres envoyées à ses amis ont paru sous forme de feuilleton dans le breton sous le titre un peintre en voyage.

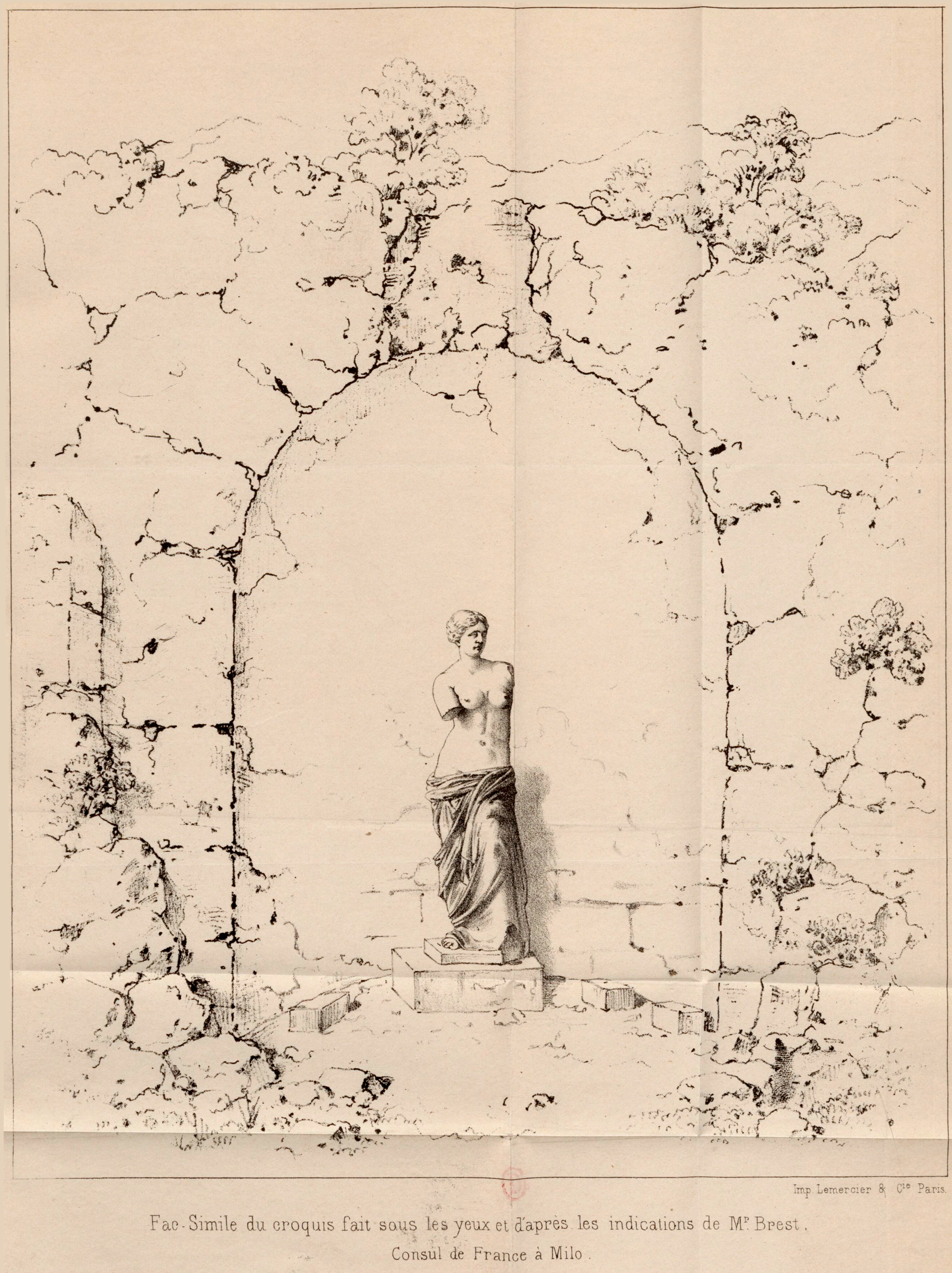
Fac simile du croquis fait sous les yeux d'après les indications de Louis Brest, consul de France à Milo.

En 1854, il réalise les plans d'un kiosque situé près de la place Vintimille.
Il entreprend pour Gioachino Rossini, la construction de sa villa auprès du bois de Boulogne afin qu'il retrouve Florence sans quitter Paris.
En 1861, il propose au Salon un projet de fontaine pour une place publique.
Charles Doussault recueille en 1877, la description de la découverte de la Vénus de Milo, auprès du Consul de France à Milos. Louis Brest (d) est l'un des premiers à voir la statue dans le souterrain et Doussault consigne le tout dans un fascicule La Vénus de Milo : documents inédits en 1877.
Il meurt célibataire à son domicile de la rue de Bruxelles à l'âge de 73 ans.